# Synagogue de Glogau (1892-1938)
 (septembre 2022).
Si vous disposez d'ouvrages ou d'articles de référence ou si vous connaissez des sites web de qualité traitant du thème abordé ici, merci de compléter l'article en donnant les références utiles à sa vérifiabilité et en les liant à la section « Notes et références ».
 (septembre 2022).

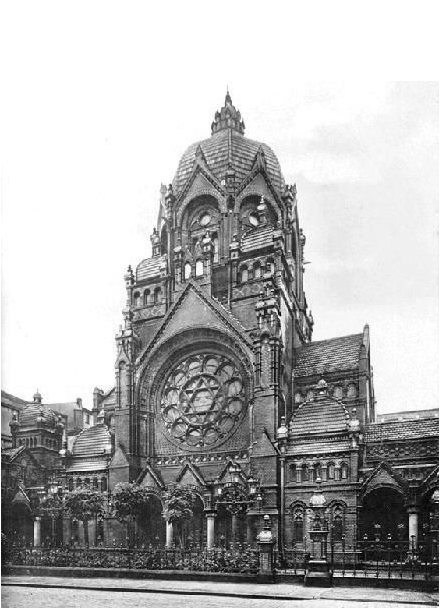
Synagogue de Glogau

La synagogue de Glogau ou synagogue de Głogów, construite à Glogau dans la Wingenstrasse a été inaugurée en 1892 et détruite par les nazis lors de la nuit de Cristal comme la majorité des lieux de culte juif en Allemagne.
Glogau est une ville de Silésie allemande jusqu'en 1945, date à laquelle elle est attribuée à la Pologne et prend le nom de Głogów. La majorité de ses habitants d'origine allemande sont alors expulsés et remplacés par des Polonais. La ville située au sud-ouest de la Pologne dans la voïvodie de Basse-Silésie, compte actuellement un peu plus de 70 000 habitants.

## Histoire des synagogues de Glogau

### Les premières synagogues
Glogau est la seule ville de Silésie où les Juifs ont vécu continuellement pendant plus de 700 ans. La communauté est considérée comme une des riches et plus éminentes communautés juives d'Europe. Les Juifs se sont installés probablement dans la seconde moitié du XIIe siècle, mais il est difficile de déterminer quand a été construite la première synagogue. Celle-ci est mentionnée dans la lettre de protection de 1299 que les Juifs ont reçue du prince Henri III de Głogów. Ce document contient une disposition concernant la protection de la synagogue: un chrétien qui attaque la synagogue est passible d'une amende de deux talents. La première synagogue, ainsi que les maisons des Juifs est probablement située près du château, sur un terrain sous la juridiction du prince, près de la porte Brostau (Brzostów). 
Á l'époque moderne, vers 1620, les responsables de la communauté demandent l'autorisation à l'empereur Ferdinand II de construire une synagogue dans une zone sous la juridiction du château.  Le conseil municipal de Glogau refuse l'autorisation, citant le droit canonique interdisant la construction de synagogues, à l'exception des situations où cela peut permettre la conversion de Juifs. L'autorisation est obtenue deux ans plus tard, mais la construction de la synagogue est retardée par la guerre de Trente Ans. Finalement, la synagogue est construite en 1636, sur la Bailstrasse, une rue qui n'existe plus actuellement. Le projet d'investissement est financé par la famille d'Israel Benedict. Le bâtiment sert jusqu'en 1678, date à laquelle il est détruit par le feu, lors de l'incendie du quartier juif.  
La synagogue de la Bailstrasse n'est reconstruite qu'en 1714. Nous savons que le bâtiment a été agrandi plusieurs fois à la fin du XVIIIe siècle et au XIXe siècle. En 1877, un bâtiment annexe est ajouté à l'ouest. La hauteur de l'intérieur du bâtiment central fait 13 mètres de haut et c'est probablement à cette époque qu'un orgue a été installé. L'instrument vient de la manufacture d'orgues des frères Walter de Guhrau (Góra). La présence d'un orgue dans la synagogue montre que la communauté est progressiste. 
Au début du XIXe siècle, plusieurs maisons de prière existent en ville. Cependant, la majorité d'entre elles sont fermées en 1838, car elles font concurrence à la synagogue, qui sert toute la communauté. Une salle de prière spéciale est aménagée pour les Juifs français, dont un grand nombre séjournent en ville comme prisonniers de la guerre franco-prussienne de 1870. 

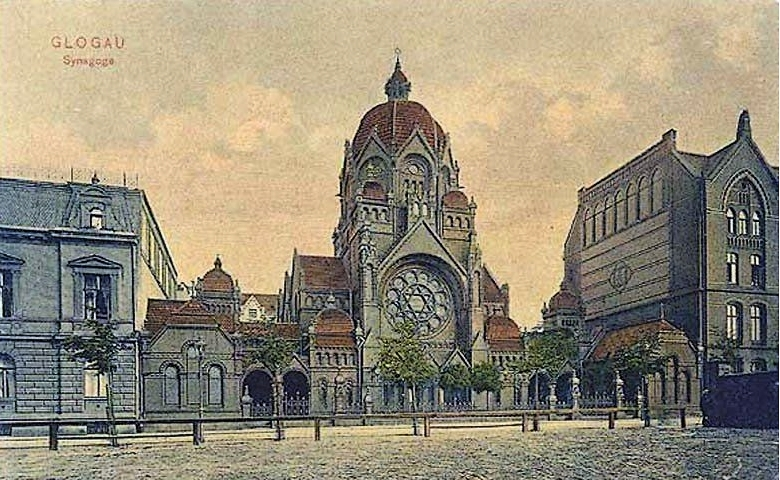
La synagogue au centre et l'hôpital sainte-Élisabeth à droite

### La nouvelle synagogue
Vers la fin des années 1880, la communauté juive de Glogau prend la décision de construire une nouvelle synagogue. En 1889, le conseil de la communauté lance un concours architectural pour sa conception. Des encarts sont publiés dans la presse spécialisée allemande et suisse, mentionnant qu'un prix de 1 500 marks sera offert au meilleur dessin et de 1 000 marks au second. Le jury composé de trois architectes sélectionne parmi les 18 projets soumis, deux réalisés par des architectes de Berlin : Bruno Schmitz et le bureau d'architectes Cremer & Wolffenstein déjà connu pour avoir réalisé les synagogues de Charlottenbourg et de la Lindenstraße à Berlin. Bizarrement, c'est à un autre bureau d'architectes, Hans Abesser et Jürgen Kröger, aussi de Berlin qu'est finalement confiée la tâche de réaliser la synagogue de Glogau.    
La première pierre de la synagogue est posée en avril 1891 lors d'une cérémonie solennelle. Un des buts de la construction de la synagogue est de mettre en valeur l'importance de la communauté juive de Glogau. Le projet des architectes doit lui donner un aspect imposant. La synagogue est construite dans un endroit prestigieux, au centre de Wilhelmstadt, le nouveau quartier de la ville, dans la rue dénommée plus tard Wingenstrasse (maintenant rue Hugo Kołłątaj). Le coût de la construction se monte à 1 million de marks, ce qui a dû poser beaucoup de souci à la communauté juive, qui à l'époque compte 850 membres. Mais l'effet final satisfait pleinement tout le monde. 
Le bâtiment de la synagogue est érigé sur un plan rectangulaire, dans un style mixte néogothique, éclectique et néo-Renaissance. La synagogue possède une tour puissante couronnée d'un dôme surmonté d'un lanterneau, le tout culminant à 32 mètres de haut. Deux ailes avec des entrées séparées, entourent la tour de chaque côté. Le shamash (bedeau de la synagogue) de la synagogue habite dans l'aile droite, tandis qu'une petite salle de prière se situe dans l'aile gauche. La façade est couverte de pierres vernies, et l'immense rosace au-dessus du portail principal, rappelle la rosace de la cathédrale de Strasbourg selon la presse de l'époque. Celle-ci considère que les architectes ont donné une apparence unique au bâtiment, grâce à laquelle même un profane reconnaitra une synagogue. L'apparence externe est son point fort. Le magnifique dôme décoré au-dessus de la galerie, les briques vernies du toit, l'abondance de petits dômes donnent un caractère spécial à la synagogue. La synagogue de Glogau, avec celles de Cologne et de Karlsruhe sont considérées comme des synagogues nouvelles exceptionnelles par leur apparence. D'autres synagogues, comme celle de Munich conçue par Albert Schmidt et terminée en 1887, et même des églises chrétiennes comme l'église du Souvenir de Berlin (Kaiser-Wilhelm-Gedächtniskirche), construite par Franz Schwechten et inaugurée en 1890, sont mentionnées comme ayant été une source d'inspiration pour la synagogue de Glogau.  
La synagogue est consacrée le 15 septembre 1892. La cérémonie réunit de nombreux membres de la communauté juive, les représentants du conseil municipal, des militaires, des membres du clergé chrétien et beaucoup de citoyens de la ville. La cérémonie se termine par une prière à l'empereur et à l'Empire, suivie de l'hymne de Beethoven Die Himmel rühmen des Ewigen Ehre (Les cieux louent la gloire de l'éternel).
L'intérieur de la synagogue est impressionnant : la nef principale fait 17 mètres de long, 15 mètres de large et sa hauteur est de 15 mètres. Le bâtiment peut accueillir 300 hommes et 250 femmes. Un orgue réalisé par le facteur d'orgue Silberstein et reconnu dans le monde entier pour sa résonance sonore est installé à l'intérieur.
En même temps, une maison de prière est construite sur la Mohrenstrasse (maintenant rue Garncarska) pour la petite communauté de Juifs orthodoxes. Parmi ceux qui la fréquentent, on trouve les Juifs traditionalistes en provenance de Pologne. 
Ce n'est qu'en 1894, que le bâtiment de l'ancienne synagogue est vendu à l'église méthodiste pour 23 000 marks. Ceci tend à prouver que la communauté juive n'avait pas besoin de cet argent pour construire la nouvelle synagogue. La communauté méthodiste transforme la vieille synagogue en une chapelle en rehaussant le chœur et la salle principale et en aménageant la partie supérieure en appartement. L'ancienne synagogue est rebaptisée Zionskirche et survivra jusqu'à la Seconde Guerre mondiale. 
La synagogue va être pendant près de 46 ans le centre de la vie cultuelle et sociale de la communauté juive. Lors de la nuit de Cristal, du 9 au 10 novembre 1938, la synagogue est pillée et vandalisée avant d'être incendiée. Les pompiers reçoivent l'ordre de ne pas intervenir sur le feu lui-même, mais uniquement de s'assurer que l'incendie ne se propage pas aux bâtiments voisins, principalement l'hôpital Sainte-Élisabeth et la maison du shamash. Après l'incendie, il est prévu de dynamiter les ruines comme ce fut le cas pour la nouvelle synagogue de Breslau (maintenant Wrocław). Mais ce plan est abandonné par risque d'endommager les bâtiments voisins. C'est donc à la pioche et à la pelle que les ruines sont rasées. 
Pendant la Seconde Guerre mondiale, les sous-sols de la synagogue intacts sont utilisés comme abri anti-aérien pour les besoins de l'hôpital militaire installé dans l'hôpital Sainte-Élisabeth.  
Après la Seconde Guerre mondiale, Glogau, devenu Głogów, n'est pas devenue une ville d'installation des Juifs polonais survivants de la Shoah, s'établissant en Basse-Silésie. Mais les Juifs allemands originaires de Glogau n'ont pas oublié leur ville natale ou celle de leurs parents. C'est à l'initiative de Franz D. Lucas, un des fils du dernier rabbin de Glogau, qu'un monument est érigé à la mémoire des Juifs de Glogau en 1993, pour le 55e anniversaire de l'incendie de la synagogue. La cérémonie se déroule en présence du conseil municipal, de membres du clergé catholique, du Dr Franz D. Lucas, du professeur Nathan Peter Levinson , un rabbin de Londres et ancien résident de Glogau, du président de l'Union des résidents de Glogau en Allemagne, des représentants des villes jumelées avec Głogów et de nombreux résidents de la ville. Le monument a été conçu par l'architecte Dariusz Wojtowicz, Il se compose d'un marquage du contour des anciennes fondations de la synagogue et d'une colonne brisée avec des inscriptions en polonais et en hébreu: 
« Ce monument érigé par les habitants de Głogów en reconnaissance des services mémorables de la communauté juive et de son dernier chef spirituel le rabbin Dr Léopold Lucas pour le développement socioculturel de la ville, est situé sur le site de la synagogue profanée par les nazis en 1938 et commémore la tragédie des Juifs vivant dans cette région durant 700 ans jusqu'à leur déportation en 1942. Mairie de Głogów. »
En 2002, conformément à la loi du 20 février 1997, sur la restitution des biens juifs dans la république de Pologne, le site de la synagogue devient propriété de la communauté juive de Legnica (Liegnitz).

## Galerie

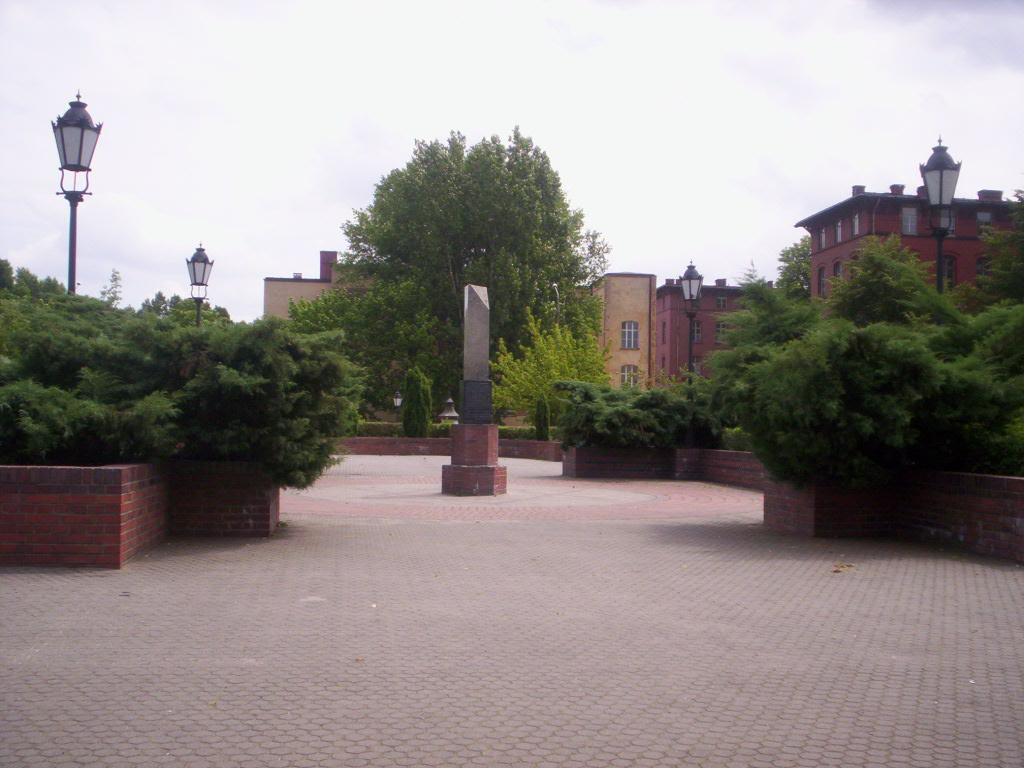
Vue générale du mémorial
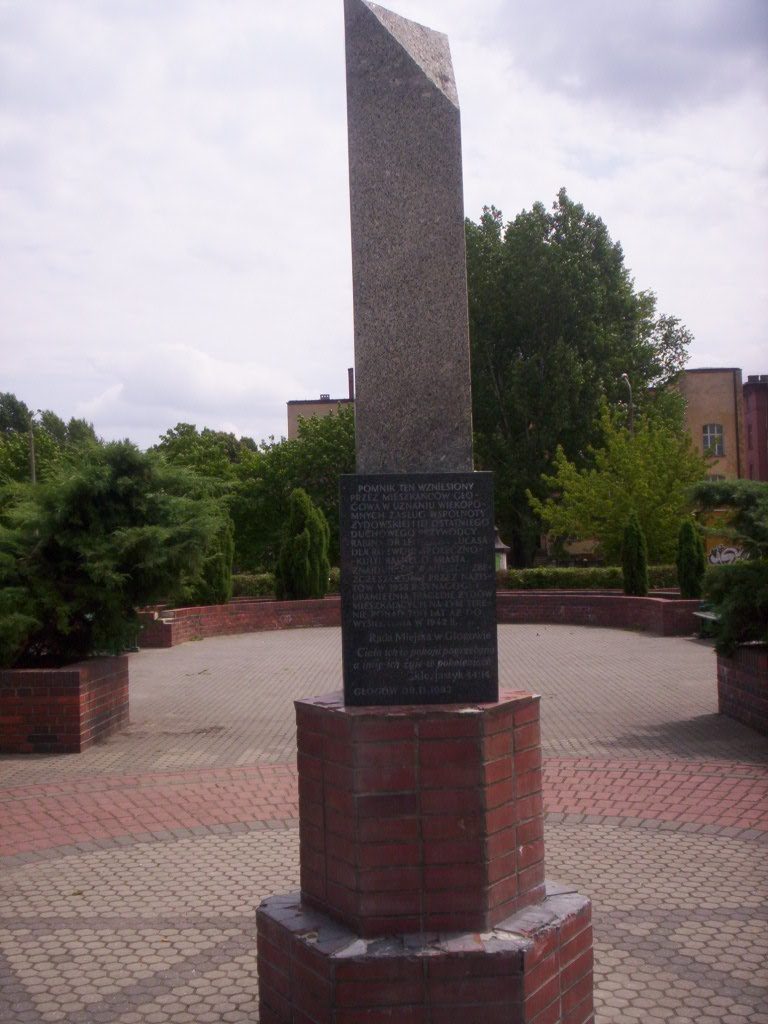
La colonne brisée
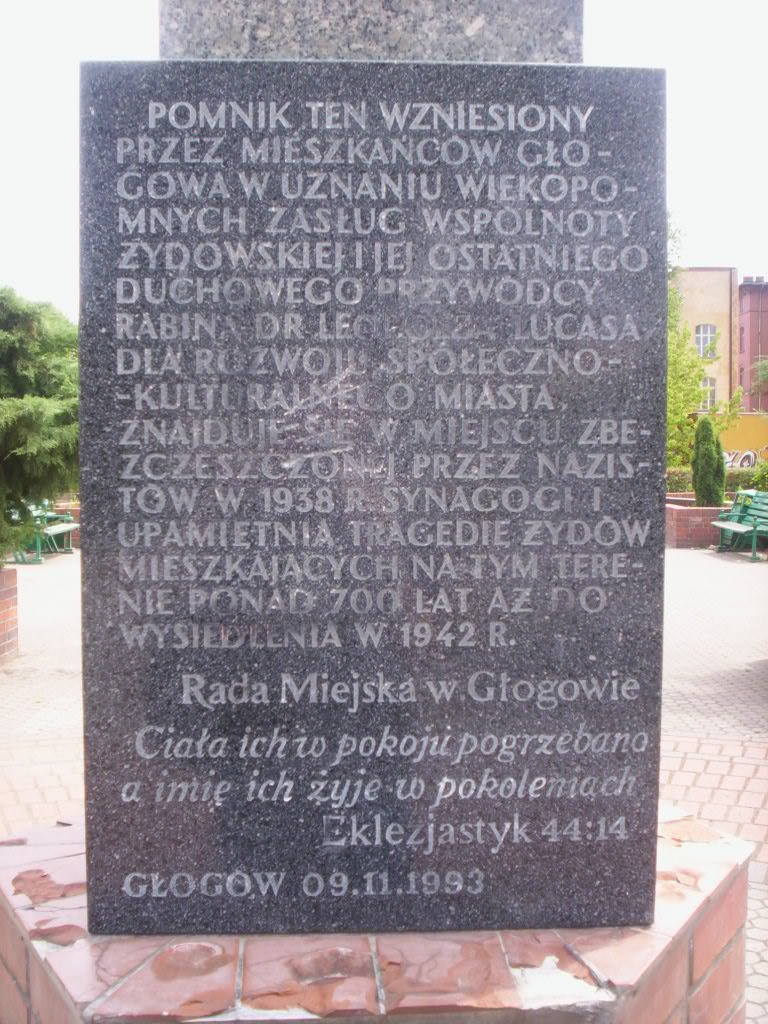
L'inscription en polonais
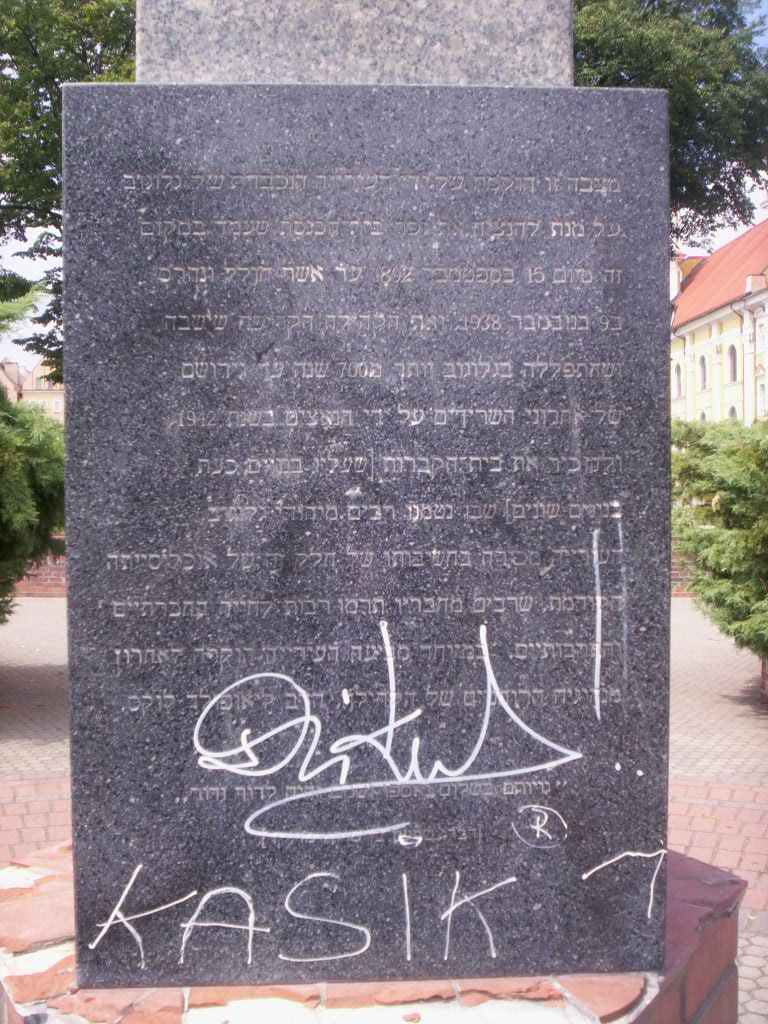
L'inscription en hébreu - taguée